# Barrett Strong
Barrett Strong (West Point, Misisipi; 5 de febrero de 1941-Detroit, 28 de enero de 2023) fue un cantante y compositor estadounidense. Fue el primer artista que grabó un hit para la discográfica Motown, aunque fue más reconocido como compositor, particularmente asociado con el productor Norman Whitfield. Escribió la letra de muchas canciones grabadas por la agrupación The Temptations.

## Discografía

### Álbumes
- 1975: Stronghold
- 1976: Live & Love
- 1987: Love Is You
- 2008: Stronghold II

### Sencillos
- 1959: "Let's Rock" / "Do the Very Best You Can" – Tamla 54022
- 1959: "Money (That's What I Want)" / "Oh I Apologize" (No. 23 Pop / No. 2 R&B) – Tamla 54027[4]
- 1960: "Yes, No, Maybe So" / "You Knows What To Do" – Tamla 54029[5]
- 1960: "Whirlwind" (with The Rayber Voices)" / "I'm Gonna Cry (If You Quit Me)" – Tamla 54033[6]
- 1961: "Money and Me" / "You Got What It Takes" - Tamla 54035
- 1961: "Misery" / "Two Wrongs Don't Make a Right" - Tamla 54043
- 1962: "Seven Sins" / "What Went Wrong" – ATCO 6225[7]
- 1964: "Make Up Your Mind" / "I Better Run" – Tollie 9023
- 1972: "Papa Was a Rollin' Stone" – The Temptations
- 1973: "Stand Up and Cheer for the Preacher" – Epic[8]
- 1975: "Surrender" – Capitol 4120[9]
- 1975: "Is It True" / "Anywhere" – Capitol 4052[10]